# C25H29N3O3
化学式C25H29N3O3（摩尔质量：419.53 g/mol）可以指：
- 阿地洛尔 混合CAS#78459-19-5 
  - (S)-阿地洛尔，CAS号：185517-29-7 
  - (R)-阿地洛尔，CAS号：185517-22-0
- BMS-202，CAS号：1675203-84-5

|  | 这个同类索引页列出了具有相同分子式的化学物（即同分異構體）条目。 除非您是有意链接至本页，否则应将相应条目的内部链接指向正确的条目。 |